# Lieve Céline
Lieve Céline is een Nederlandse dramafilm uit 2013 van Thomas Korthals Altes met in de hoofdrol Esmée van Kampen.
Het scenario voor de film is gebaseerd op het gelijknamige boek uit 2011 van Hanna Bervoets. 
De film is een productie in het kader van het project Telefilm 2013 met steun van het CoBO.

## Synopsis
De zwakbegaafde Brooke vindt na de dood van haar moeder steun bij Céline Dion.

## Rolbezetting
Hoofdpersonages:
- Esmée van Kampen - Brooke
- Carolien Spoor - Sue
- Gijs Naber - Johan
- Ellen Pieters - Pamela

Bijrollen:
- Sabrina van Halderen - Mascha
- Loes Haverkort - Susan
- Matteo van der Grijn - Johan 2